# Maria Strużyńska
Maria Strużyńska (ur. 10 lutego 1910, zm. 13 lipca 1985 w Olsztynie) – polska nauczycielka i bibliotekarka, organizatorka szkolnictwa po II wojnie światowej.

## Życiorys
Urodziła się w rodzinie Franciszka Poszwy i Julianny z domu Janeczków. Pierwsze nauki pobierała w szkole elementarnej we Władysławowie koło Turka w Poznańskiem. Następnie ukończyła seminarium nauczycielskie w Płocku. Przez rok była bez pracy. Przez kolejny rok pracowała nieodpłatnie jako katechetka. Od następnego roku szkolnego 1934/1935 rozpoczęła pracę nauczycielki w szkołach powszechnych.
Podczas II wojny światowej schroniła się początkowo w klasztorze ojców karmelitów w Oborach, następnie u brata męża, który wybudował się poza wsią. Przeżyła okropności wojny – aresztowanie i śmierć męża oraz rozstrzelanie swojej pomocy domowej. Pozostała z dwójką małych dzieci.
Po przejściu frontu Armii Czerwonej zdecydowała się powrócić do Obór i zajęła się organizowaniem szkolnictwa na poziomie elementarnym (podstawowym). Została kierowniczką szkoły, prowadziła remonty budynku, stworzyła teatrzyk szkolny, nadto udzielała porad dla chorych. Za namową brata w 1949 przeniosła się do Sarnowa koło Działdowa, obejmując również funkcję kierowniczki szkoły. Gdy w 1950 zorganizowała wycieczkę szkolną do sanktuarium w Świętej Lipce, została przeniesiona karnie do Publicznej Szkoły Podstawowej w Braniewie. Tam po roku została awansowana na stanowisko kierownika Powiatowego Ośrodka Doskonalenia Kadr Oświatowych, pozostając na tym stanowisku do sierpnia 1955. Od 1 stycznia 1952 w korytarzu – łączniku pomiędzy SP nr 1 oraz SP nr 2 – otworzona została biblioteka pedagogiczna (filia WBP w Olsztynie), której została pierwszą dyrektorką.
W tym czasie ukończyła Studium Nauczycielskie w Olsztynie, uzyskując kwalifikacje do nauczania biologii w szkołach średnich. Wówczas udało jej się uzyskać przeniesienie na stanowisko nauczycielki szkoły podstawowej w Lidzbarku Welskim, gdzie pracowała od 1 września 1955 do przejścia na emeryturę w 1970 roku. W 1980 kupiła mieszkanie spółdzielcze w Olsztynie i tam mieszkała do śmierci.
Pochowana została w Olsztynie na cmentarzu komunalnym przy ul. Poprzecznej.

## Życie prywatne
23 czerwca 1935 wyszła za mąż za Romualda Strużynskiego, syna Józefa i Stanisławy z Kornackich. Mąż w 1927 ukończył Seminarium Nauczycielskie w Wymyślinie koło Skępego, i był nauczycielem matematyki w Szkole Powszechnej w Oborach, od roku 1932/1933 kierownikiem tej szkoły. Na początku wojny został aresztowany przez Gestapo i funkcjonariuszy miejscowego Selbstschutzu. W dniu 1 lub 2 listopada 1939 został z więzienia w Rypinie wywieziony w grupie 24 mężczyzn do lasów skrwileńskich i tam zamordowany. Małżeństwo miało dwójkę dzieci – syna Mirosława i córkę Józefę.

## Odznaczenia i nagrody[2]
Za swoją działalność pedagogiczną i oświatową otrzymała następujące odznaczenia:
- Krzyż Kawalerski Orderu Odrodzenia Polski,
- Złoty Krzyż Zasługi,
- Złota Odznaka ZNP,
- Złota Odznaka Honorowa „Zasłużony dla Warmii i Mazur”,

byłą także wyróżniona nagrodą Ministra Oświaty i Wychowania.